# Rollerski-Weltmeisterschaften 2015
Die 8. Rollerski-Weltmeisterschaften findet vom 24. bis 27. September 2015 im Val di Fiemme statt. Die Weltmeisterschaften gehören zum Rollerski-Weltcup.

## Teilnehmer
| Europa (16 Länder)                                                                                | Europa (16 Länder)                                                                      | Europa (16 Länder) |
| ------------------------------------------------------------------------------------------------- | --------------------------------------------------------------------------------------- | ------------------ |
| - Armenien - Deutschland - Frankreich - Griechenland - Italien - Kroatien - Norwegen - Österreich | - Rumänien - Russland - Schweden - Slowenien - Spanien - Tschechien - Ukraine - Belarus |                    |
| Asien (1 Land)                                                                                    |                                                                                         |                    |
| - Mongolei                                                                                        |                                                                                         |                    |

## Medaillenspiegel

### Nationen
| Platz | Land        | Gold | Silber | Bronze | Gesamt |
| ----- | ----------- | ---- | ------ | ------ | ------ |
| 1     | Schweden    | 3    | 3      | 3      | 9      |
| 2     | Italien     | 2    | 4      | 2      | 8      |
| 3     | Russland    | 2    | 1      | 2      | 5      |
| 4     | Norwegen    | 1    | -      | -      | 1      |
| 5     | Deutschland | -    | –      | 1      | 1      |

### Sportler
| Platz | Sportler(in)                | Land | Gold | Silber | Bronze | Gesamt |
| ----- | --------------------------- | ---- | ---- | ------ | ------ | ------ |
| 1     | Linn Sömskar                | SWE  | 2    | 1      | 0      | 3      |
|       | Marika Sundin               | SWE  | 2    | 1      | 0      | 3      |
| 3     | Maicol Rastelli             | ITA  | 1    | 0      | 0      | 1      |
|       | Emanuele Becchis            | ITA  | 1    | 0      | 0      | 1      |
|       | Marius Caspersen Falla      | NOR  | 1    | 0      | 0      | 1      |
|       | Ragnar Bragvin Andresen     | NOR  | 1    | 0      | 0      | 1      |
|       | Ulyana Gavrilova            | RUS  | 1    | 0      | 0      | 1      |
|       | Giulia Stürz                | ITA  | 1    | 0      | 0      | 1      |
|       | Gaia Vuerich                | RUS  | 1    | 0      | 0      | 1      |
| 10    | Jewgeni Dementjew           | RUS  | 1    | 1      | 0      | 2      |
|       | Alessio Berlanda            | ITA  | 0    | 1      | 0      | 1      |
|       | Dietmar Nöckler             | ITA  | 0    | 1      | 0      | 1      |
|       | Ilaria Debertolis           | ITA  | 0    | 1      | 0      | 1      |
| 14    | Federico Pellegrino         | ITA  | 0    | 1      | 1      | 2      |
|       | Robin Norum                 | SWE  | 0    | 1      | 1      | 2      |
| 16    | Oscar Persson               | SWE  | 0    | 0      | 1      | 1      |
|       | Dmitriy Voronin             | RUS  | 0    | 0      | 1      | 1      |
|       | Anton Karlsson              | SWE  | 0    | 0      | 1      | 1      |
|       | Elin Mohlin                 | SWE  | 0    | 0      | 1      | 1      |
|       | Kira Claudi                 | GER  | 0    | 0      | 1      | 1      |
|       | Virginia De Martin Topranin | ITA  | 0    | 0      | 1      | 1      |
|       | Swetlana Nikolajewa         | RUS  | 0    | 0      | 1      | 1      |
|       | Ksenia Konohova             | RUS  | 0    | 0      | 1      | 1      |

## Ergebnis Herren

### 10 km klassisch Berglauf
| Platz | Name                 | Land       | Zeit         |
| ----- | -------------------- | ---------- | ------------ |
| 01    | Maicol Rastelli      | Italien    | 30:49,7 min. |
| 02    | Jewgeni Dementjew    | Russland   | 31:17,7 min. |
| 03    | Oscar Persson        | Schweden   | 31:20,6 min. |
| 04    | Anton Karlsson       | Schweden   | 31:27,5 min. |
| 05    | Anton Shatagin       | Russland   | 31:38,0 min. |
| 06    | Robin Norum          | Schweden   | 31:39,3 min. |
| 07    | Peter Mlynár         | Slowakei   | 31:50,6 min. |
| 08    | Francesco De Fabiani | Italien    | 31:59,6 min. |
| 09    | Dmitri Ploskonossow  | Russland   | 32:00,8 min. |
| 10    | Markus Bader         | Österreich | 32:20,1 min. |

Datum: 24. September 2015

### Sprint Freistil
| Platz | Name                    | Land     |
| ----- | ----------------------- | -------- |
| 01    | Emanuele Becchis        | Italien  |
| 02    | Alessio Berlanda        | Italien  |
| 03    | Dmitriy Voronin         | Russland |
| 04    | Emanuele Sbabo          | Italien  |
| 05    | Ragnar Bragvin Andresen | Norwegen |
| 06    | Ludvig Soegnen Jensen   | Norwegen |
| 07    | Vitaliy Smirnov         | Russland |
| 08    | Jostein Olafsen         | Norwegen |
| 09    | Roberto Ferracin        | Italien  |
| 10    | Kristian Ankersen       | Norwegen |

Datum: 25. September 2015

### Team-Sprint Freistil
| Platz | Name                                           | Land         | Zeit          |
| ----- | ---------------------------------------------- | ------------ | ------------- |
| 01    | Marius Caspersen Falla Ragnar Bragvin Andresen | Norwegen     | 38:06,51 min. |
| 02    | Dietmar Nöckler Federico Pellegrino            | Italien      | 38:08,09 min. |
| 03    | Robin Norum Anton Karlsson                     | Schweden     | 38:08,45 min. |
| 04    | Clément Mailler Antonin Pellegrini             | Frankreich   | 38:09,06 min. |
| 05    | Oleksij Krassowskyj Ruslan Perechoda           | Ukraine      | 38:10,42 min. |
| 06    | Miroslav Šulek Peter Mlynár                    | Slowakei     | 38:34,51 min. |
| 07    | Nikita Krjukow Iwan Anissimow                  | Russland     | 38:37,03 min. |
| 08    | Petrică Hogiu Raul Mihai Popa                  | Rumänien     | 40:13,89 min. |
| 09    | Apostolos Angelis Kleanthis Karamichas         | Griechenland | 42:02,28 min. |
| 10    | Amarsanaa Baasansuren Batmönchiin Atschbadrach | Mongolei     | 42:39,79 min. |

Datum: 26. September 2015

### 25 km Freistil Massenstart
| Platz | Name                   | Land       | Zeit         |
| ----- | ---------------------- | ---------- | ------------ |
| 01    | Jewgeni Dementjew      | Russland   | 48:19,0 min. |
| 02    | Robin Norum            | Schweden   | 48:26,5 min. |
| 03    | Federico Pellegrino    | Italien    | 48:32,0 min. |
| 04    | Paul Constantin Pepene | Rumänien   | 48:46,1 min. |
| 05    | Sergio Bonaldi         | Italien    | 48:50,5 min. |
| 06    | Roland Clara           | Italien    | 48:56,0 min. |
| 07    | Simone Paredi          | Italien    | 48:50,5 min. |
| 08    | Petrică Hogiu          | Rumänien   | 48:56,0 min. |
| 09    | Dmitri Ploskonossow    | Russland   | 49:32,2 min. |
| 10    | Clément Mailler        | Frankreich | 49:41,3 min. |

Datum: 27. September 2015

## Ergebnis Damen

### 10 km klassisch Berglauf
| Platz | Name                  | Land     | Zeit         |
| ----- | --------------------- | -------- | ------------ |
| 01    | Linn Sömskar          | Schweden | 35:17,1 min. |
| 02    | Marika Sundin         | Schweden | 35:57,9 min. |
| 03    | Elin Mohlin           | Schweden | 36:46,6 min. |
| 04    | Lucia Scardoni        | Italien  | 37:32,5 min. |
| 05    | Swetlana Nikolajewa   | Russland | 38:03,0 min. |
| 06    | Tatjana Jambajewa     | Russland | 38:24,7 min. |
| 07    | Waljanzina Kaminskaja | Belarus  | 38:44,8 min. |
| 08    | Lada Nesterenko       | Ukraine  | 38:48,0 min. |
| 09    | Maryna Anzybor        | Ukraine  | 39:28,4 min. |
| 10    | Timea Sara            | Rumänien | 40:25,0 min. |

Datum: 24. September 2015

### Sprint Freistil
| Platz | Name                  | Land        |
| ----- | --------------------- | ----------- |
| 01    | Ulyana Gavrilova      | Russland    |
| 02    | Linn Sömskar          | Schweden    |
| 03    | Kira Claudi           | Deutschland |
| 04    | Maria Privezentseva   | Russland    |
| 05    | Margarita Voronina    | Russland    |
| 06    | Alena Procházková     | Slowakei    |
| 07    | Maryia Nedyukhina     | Belarus     |
| 08    | Waljanzina Kaminskaja | Belarus     |
| 09    | Marika Sundin         | Schweden    |
| 10    | Elin Mohlin           | Schweden    |

Datum: 25. September 2015

### Team-Sprint Freistil
| Platz | Name                                  | Land        | Zeit          |
| ----- | ------------------------------------- | ----------- | ------------- |
| 01    | Linn Sömskar Marika Sundin            | Schweden    | 24:32,65 min. |
| 02    | Giulia Stürz Gaia Vuerich             | Italien     | 24:53,31 min. |
| 03    | Swetlana Nikolajewa Ksenia Konohova   | Russland    | 24:55,14 min. |
| 04    | Barbora Klemtova Alena Procházková    | Slowakei    | 25:26,07 min. |
| 05    | Maryna Anzybor Kateryna Serdjuk       | Ukraine     | 25:38,82 min. |
| 06    | Anna Rockstroh Kira Claudi            | Deutschland | 26:27,25 min. |
| 07    | Timea Sara Nicoleta Luciana Sovarschi | Rumänien    | 28:52,82 min. |

Datum: 26. September 2015

### 19 km Freistil Massenstart
| Platz | Name                        | Land     | Zeit         |
| ----- | --------------------------- | -------- | ------------ |
| 01    | Marika Sundin               | Schweden | 47:42,9 min. |
| 02    | Ilaria Debertolis           | Italien  | 48:16,4 min. |
| 03    | Virginia De Martin Topranin | Italien  | 48:21,8 min. |
| 04    | Olga Michailowa             | Russland | 48:36,9 min. |
| 05    | Swetlana Nikolajewa         | Russland | 48:42,4 min. |
| 06    | Alena Procházková           | Slowakei | 49:08,3 min. |
| 07    | Maryna Anzybor              | Ukraine  | 49:23,4 min. |
| 08    | Linn Sömskar                | Schweden | 49:53,2 min. |
| 09    | Lada Nesterenko             | Ukraine  | 49:59,3 min. |
| 10    | Kateryna Serdjuk            | Ukraine  | 50:12,5 min. |

Datum: 27. September 2015